# 山拟钉螺
山拟钉螺（學名：Tricula montana）是一個有鳃和螺厣的淡水腹足纲软体动物物种，也是盖螺科拟钉螺属的模式種。

## 型態描述
殼口傾斜、呈卵形:467。

## 分佈
本物種的正模採集自喜马拉雅山西边阿萨姆地區:299:486，而本物種分佈於印度的阿萨姆邦、北阿坎德邦及尼泊爾。

## 棲息地
本物種棲息於泉水、山川及小河裡。

## 分類
本物種在發現之時，被歸類於蝾螺科的Melanianae亞科:466；今屬盖螺科。

## 外部連結
- 維基物種上的相關：山拟钉螺